# Juan José Herranz y Gonzalo
Juan José Herranz y Gonzalo (Múrcia, 29 d'agost de 1839 – Madrid, 1 de març de 1912), comte de Reparaz, va ser un periodista, dramaturg, censor teatral i polític espanyol.
En la seva joventut va treballar com a periodista, prenent part en la redacció de les publicacions periòdiques El Eco del País, La Libertad, El Estandarte, Las Noticias (1864-1866), El Arte (1866), La Ley (1867-1868), El Noticiero de España (1868), El Diario del Pueblo (1878), La Gorda, El Cronista, Al començament del segle xx formava part de la redacció de Gente Vieja, i havia col·laborat prèviament en La Familia (1875), Los Niños (1877), La Ilustración Española y Americana, El Día i Pluma y Lápiz (1902). Va conrear igualment el gènere dramàtic i des de 1902 va ser membre de número de la Reial Acadèmia de la Llengua. També es dedicà a la política; membre del Partit Conservador, va obtenir un escó al Congrés dels Diputats a les 1884, 1896 i 1899, als districtes de Valdeorras, Madrid i Puente del Arzobispo, a més d'arribar a exercir el càrrec de governador civil de Zamora, entre el 15 de desembre de 1880 i el 14 de febrer de 1881, quan fou substituït per José Moreno Albareda.Va morir a Madrid l'1 de març de 1912.